# Back to Back
Back To Back — шестнадцатый студийный альбом британской рок-группы Status Quo, выпущенный в ноябре 1983 года. Это первый альбом в истории группы, отдельно от которого вышло сразу четыре сингла: «Ol' Rag Blues» (9 место в чартах), «A Mess of Blues», первоначально исполненная Элвисом Пресли (15 позиция в чартах), «Marguerita Time» (3 позиция в чартах) и «Going Down Town Tonight» (в перезаписанной версии достиг 20 места в чартах). Сам альбом занял 9 место в чартах.
Это последний альбом, записанный группой перед своим «временным распадом» в 1985 году, а также последний с участием оригинального бас-гитариста Алана Ланкастера и барабанщика Пита Кирхера. Первый сингл «Ol' Rag Blues» был написан Ланкастером вместе с Китом Ламбом, ведущим вокалистом британских групп The Case, Sleepy Talk и Mr. Toad, а также основателем и вокалистом успешной австралийской глэм-рок-группы Hush. Ланкастер был возмущён, когда звукозаписывающая компания отказалась выпускать версию песни с его вокалом (позже она была добавлена на переиздании альбома 2005 года в качестве бонус-трека) и предпочла версию с вокалом Фрэнсиса Росси. Также он не скрывал свою неприязнь к песне «Marguerita Time», которая по его мнению была слишком поп-ориентирована для группы. Когда группа с этой песней выступала на передаче BBC Top of the Pops, его заменял Джим Ли из Slade, которые на тот момент тоже участвовали в этой передаче. Особенно на этом выступлении отличился Рик Парфитт, который в конце песни упал на ударную установку Кирхера, в то время как фонограмма с песней продолжала играть. Позже на DVD Hello Quo, Парфитт утверждал, что планировал это действие, в то время как люди подумали, что он был пьян. На том же DVD, Алан Ланкастер сказал, что был расстроен даже не столько из-за «Marguerita Time», сколько из-за песни «Going Down Town Tonight», которая по его словам не являлась песней Status Quo, поскольку ни один из музыкантов, кроме самого Фрэнсиса Росси не участвовал в её записи.

## Список композиций
1. «A Mess of Blues» (Док Помус, Морт Шуман) — 3:23
2. «Ol' Rag Blues[англ.]» (Алан Ланкастер, Кит Ламб[англ.]) — 2:51
3. «Can’t Be Done» (Фрэнсис Росси, Берни Фрост) — 3:07
4. «Too Close to the Ground» (Рик Парфитт, Энди Баун) — 3:43
5. «No Contract» (Парфитт, Баун) — 3:40
6. «Win or Lose» (Росси, Фрост) — 2:35
7. «Marguerita Time[англ.]» (Росси, Фрост) — 3:27
8. «Your Kind of Love» (Ланкастер) — 3:24
9. «Stay the Night» (Росси, Фрост, Эндрю Миллер) — 3:02
10. «Going Down Town Tonight» (Гай Джонсон) — 3:33

### Бонус-треки на переиздании 2006 года
1. «The Wanderer» (Эрни Мареска[англ.]) — 3:27
2. «Going Down Town Tonight[англ.]» (Гай Джонсон) — 3:38
3. «I Wonder Why» (Росси, Фрост) — 3:59
4. «Ol' Rag Blues» [Extended version] (Ланкастер, Ламб) — 4:54
5. «A Mess of Blues» [Extended version] (Помус, Шуман) — 4:48
6. «Cadillac Ranch[англ.]» (Брюс Спрингстин) — 4:15
7. «Ol' Rag Blues» [Alternate vocal version] (Ланкастер, Ламб) — 2:49
8. «The Wanderer» [Sharon the Nag Remix] (Эрни Мареска[англ.]) — 3:34

### Бонус-треки на September 2018 Deluxe Edition (CD2)
1. The Wanderer — Single
2. Going Down Town Tonight (re-recorded version) — Single
3. I Wonder Why — Original B side to cancelled Too Close to the Ground single
4. Ol' Rag Blues — Extended Version — contains different mix and some different vocals at times, as well as being extended
5. A Mess of Blues — Extended Version
6. Cadillac Ranch — Out-take from planned single — song chosen for single was The Wanderer*
7. Ol' Rag Blues — original Alan Lancaster Version containing a different mix as well as vocals.
8. FRANCIS ROSSI / BERNARD FROST — Modern Romance — Extended Version
9. FRANCIS ROSSI / BERNARD FROST — I Wonder Why — Extended Version
10. BERNARD FROST — The House — this was recorded in the mid 70s
11. BERNARD FROST — What Do You Want to Hear Today? — this was recorded in the mid 70s
12. FRANCIS ROSSI / BERNARD FROST — Modern Romance
13. FRANCIS ROSSI / BERNARD FROST — I Wonder Why?
14. FRANCIS ROSSI / BERNARD FROST — Jealousy
15. FRANCIS ROSSI / BERNARD FROST — Where Are You Now?
16. FRANCIS ROSSI / BERNARD FROST — That’s All Right

Участники записи

| Status Quo - Фрэнсис Росси — соло-гитара, вокал - Рик Парфитт — гитара, вокал - Алан Ланкастер — бас, вокал - Энди Баун[англ.] — клавишные - Пит Кирхер[англ.] — ударные | Дополнительный персонал - Берни Фрост – бэк-вокал - Тим Саммерхейс – звукорежиссёр - Стив Черчард – сведение |
Чарты и сертификации

| Чарт (1983)                         | Высшая позиция |
| ----------------------------------- | -------------- |
| Нидерланды (Album Top 100)[2]       | 26             |
| Германия (Offizielle Top 100)[3]    | 60             |
| Швеция (Sverigetopplistan)[4]       | 38             |
| Швейцария (Schweizer Hitparade)[5]  | 20             |
| Великобритания (UK Albums Chart)[6] | 9              |

| Регион                                                      | Сертификация | Продажи  |
| ----------------------------------------------------------- | ------------ | -------- |
| Великобритания (BPI)[7]                                     | Золотой      | 100 000^ |
| ^ Данные о тиражах приведены только на основе сертификации. |              |          |
Примечания

  1. 1 2 3  Status Quo | full Official Chart History | Official Charts Company. Дата обращения: 11 апреля 2017. Архивировано 23 апреля 2015 года.
  2. ↑  Status Quo — Back to Back  (нид.). Dutchcharts.nl. Hung Medien.  
  3. ↑  «Longplay-Chartverfolgung at Musicline». Musicline.de. Offizielle Deutsche Charts.  
  4. ↑  Status Quo — Back to Back  (англ.). Swedishcharts.com. Hung Medien.  
  5. ↑  Status Quo — Back to Back  (нем.). Swisscharts.com. Hung Medien.  
  6. ↑  Status Quo — Full Official Chart History  (англ.). UK Albums Chart. The Official Charts Company.  
  7. ↑  British  album  certifications – Status Quo – Back to Back (англ.). British Phonographic Industry.

| Status Quo | Status Quo |
| --- | --- |
| - Фрэнсис Росси - Энди Боун - Джон «Рино» Эдвардс - Леон Кейв - Ричи Малон - Алан Ланкастер - Джесс Яворски - Алан Ки - Джон Коглан - Рой Лайнс - Рик Парфитт - Пит Кирхер - Джефф Рич - Мэтт Летли | |
| Студийные альбомы | - Picturesque Matchstickable Messages from the Status Quo - Spare Parts - Ma Kelly’s Greasy Spoon - Dog of Two Head - Piledriver - Hello! - Quo - On the Level - Blue for You - Rockin’ All Over the World - If You Can’t Stand the Heat… - Whatever You Want - Just Supposin’ - Never Too Late - 1+9+8+2 - Back to Back - In the Army Now - Ain’t Complaining - Perfect Remedy - Rock ’Til You Drop - Thirsty Work - Don’t Stop - Under the Influence - Famous in the Last Century - Heavy Traffic - Riffs - The Party Ain’t Over Yet - In Search of the Fourth Chord - Quid Pro Quo - Bula Quo! - Aquostic (Stripped Bare) - Aquostic II: That's a Fact! |
| UK Top 20 singles | - «Pictures of Matchstick Men» - «Ice in the Sun» - «Down the Dustpipe» - «Paper Plane» - «Mean Girl» - «Caroline» - «Break the Rules» - «Down Down» - «Roll Over Lay Down» - «Rain» - «Mystery Song» - «The Wild Side of Life» - «Rockin’ All Over the World» - «Again and Again» - «Whatever You Want» - «Living on an Island» - «What You’re Proposing» - «Lies» / «Don’t Drive my Car» - «Something 'Bout You Baby I Like» - «Rock ’n’ Roll» - «Dear John» - «Ol’ Rag Blues» - «A Mess of Blues» - «Marguerita Time» - «Going Down Town Tonight» - «The Wanderer» - «Rollin’ Home» - «Red Sky» - «In the Army Now» - «Dreamin’» - «Ain’t Complaining» - «Running All Over the World» - «Burning Bridges» - «The Anniversary Waltz (Parts One and Two)» - «Come on You Reds» - «Jam Side Down» - «You’ll Come ’Round» - «The Party Ain’t Over Yet» |
| Прочие синглы | - «Black Veils of Melancholy» - «Make Me Stay a Bit Longer» - «Are You Growing Tired of My Love» - «The Price of Love» - «In My Chair» - «Tune to the Music» - «Gerdundula» - «Rockers Rollin’ / Hold You Back» - «Accident Prone» - «She Don't Fool Me» - «Who Gets the Love?» - «Not at All» - «Little Dreamer» - «Can’t Give You More» - «Rock ’til You Drop» - «Roadhouse Medley» - «I Didn’t Mean It» - «Sherri, Don’t Fail Me Now!» - «Restless» - «When You Walk in the Room» - «Fun Fun Fun» - «Don’t Stop» - «All Around My Hat» - «The Way It Goes» - «Little White Lies» - «Twenty Wild Horses» - «Mony Mony» - «Old Time Rock and Roll» - «All Stand Up» - «Thinking of You» - «All That Counts Is Love» - «Beginning of the End» - «It’s Christmas Time» - «Jump That Rock (Whatever You Want)»                                          |
| См. также | - Дискография Status Quo - Боб Янг |